# Локтёнок

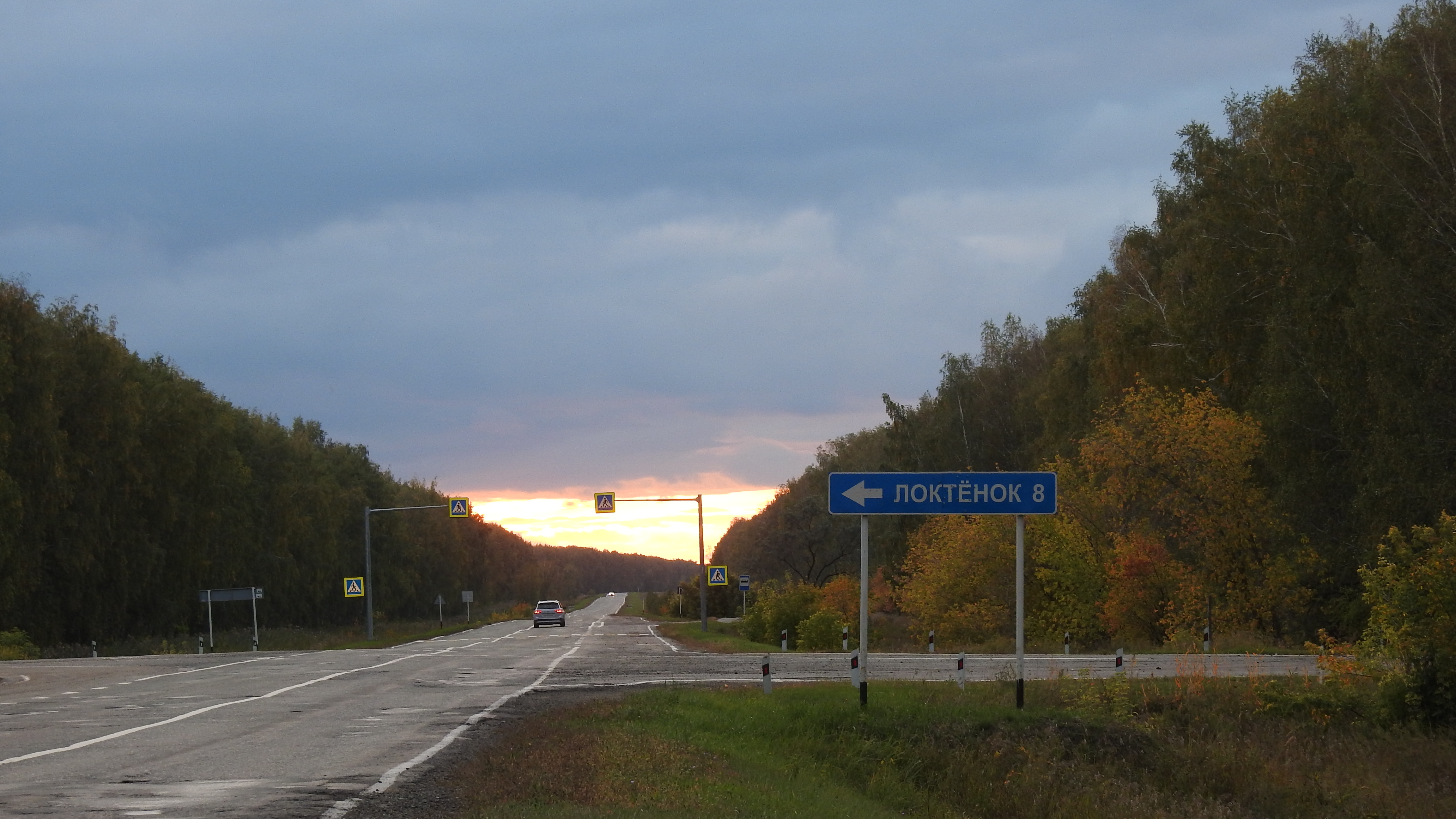

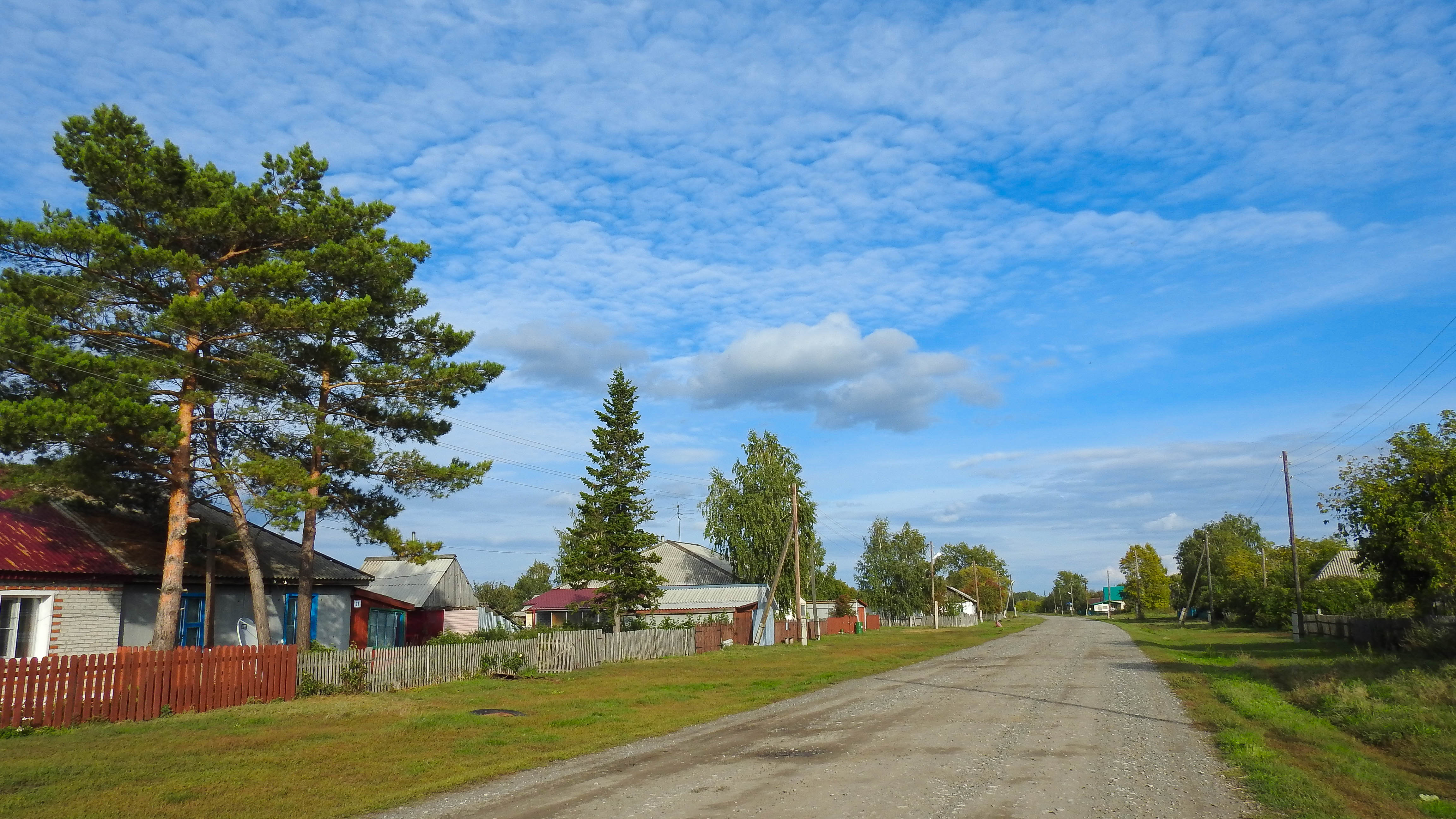

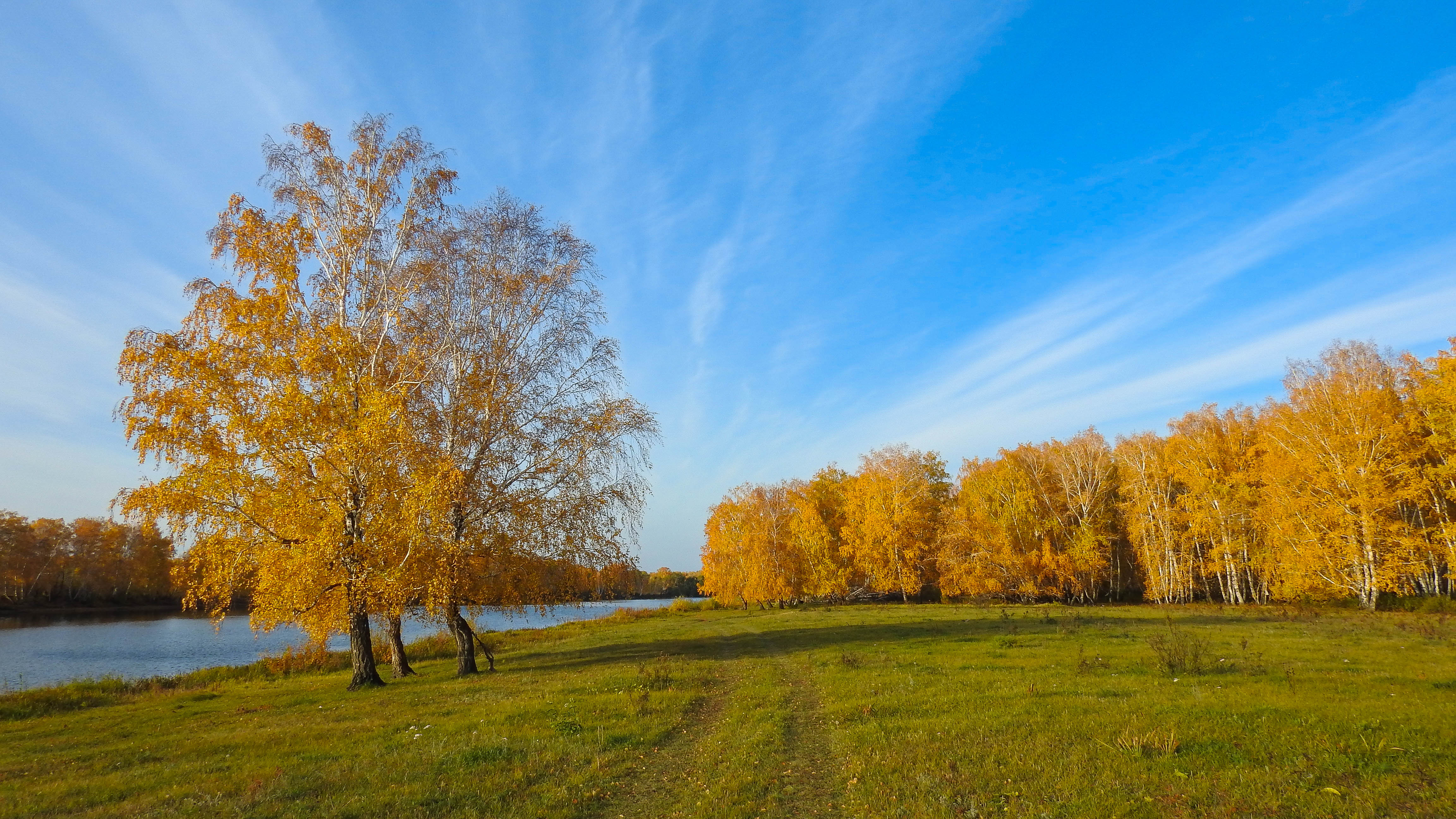

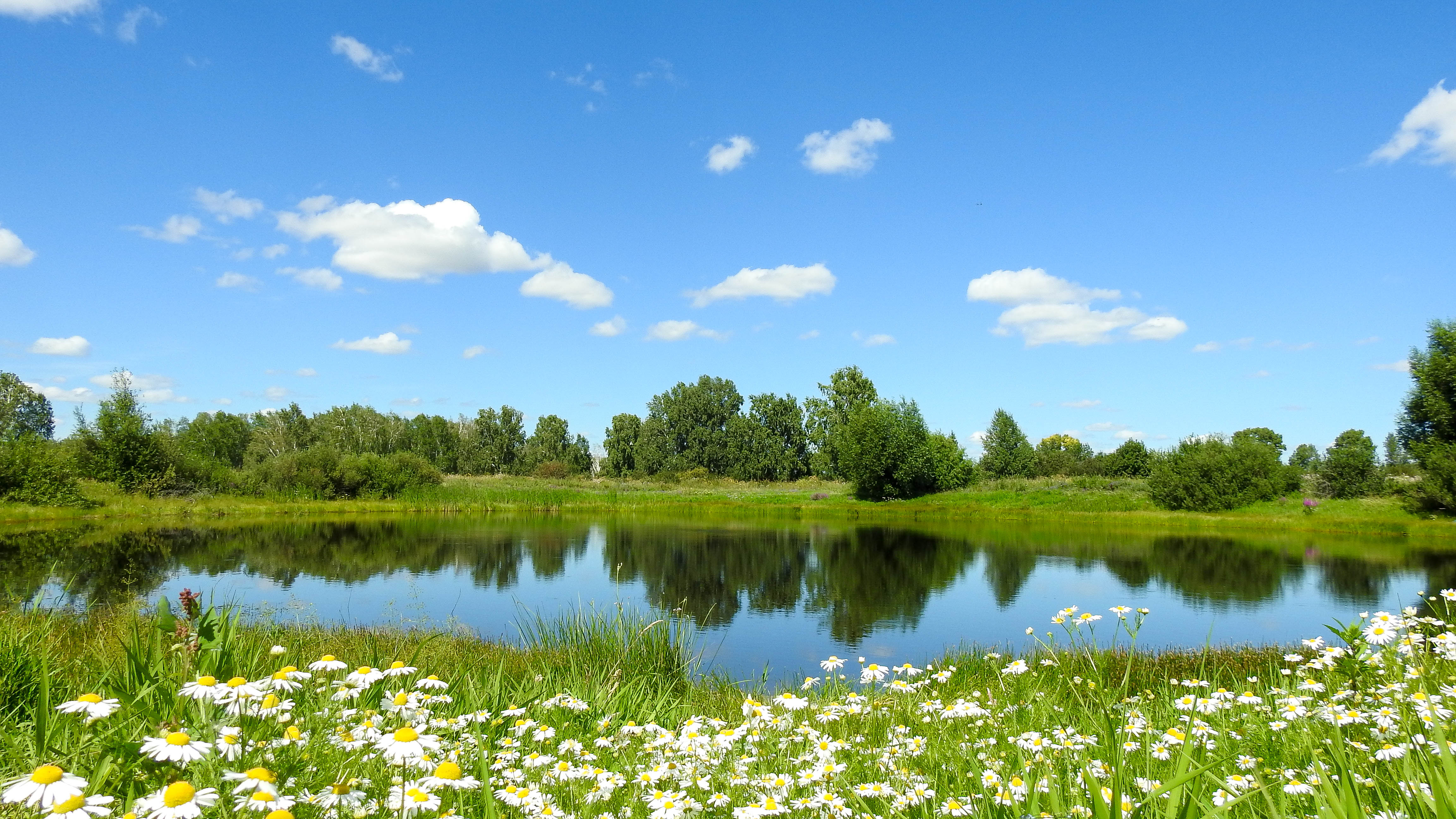

Локтёнок — село в Краснозёрском районе Новосибирской области России. Входит в состав Колыбельского сельсовета.
Расположено на правом берегу Карасука в 13 км к западу от посёлка Краснозёрское. Площадь села — 182 гектаров.

## История
Поселение на месте села началось где-то в 1520—1600 года. Сначала была заимка из трех дворов. Когда в России начался революционный подъём, в Сибирь стали ссылать политических преступников. Из них и их семей и образовывалось поселение. В основном селились по обоим берегам реки Карасук. Точно же выяснить, когда образовалось село и кем были первые поселенцы, не удалось. Ими могли быть и новгородские добытчики пушнины, и участники «медного бунта» в Москве в конце 1662 года сосланные в Сибирь на вечное поселение; и участники стрелецкого бунта в 1704 году, сосланные в Сибирь Петром Первым, и сосланные пугачевцы в 1775 году.
Село Локти образовалось в 1576 году.
В Локтёнке к 1900 году было около 30 дворов. Первыми известными переселенцами были крестьяне Тамбовской, Ростовской губерний, украинских земель (Бессарабии, Полтавы и др.).
Названия улиц села происходили от названия мест, откуда прибыли переселенцы. Так появились улицы Екатеринославская, Бессарабская, Полтава, Зырьяновка. Переселенцы из этих мест обычно селились вместе по территориальной принадлежности.
В селе был магазин, принадлежавший купцу Молотилову. Ему принадлежал и маслозавод. После свержения царя люди стали строить свою мельницу на реке возле маслозавода.
Советская власть была установлена в селе в 1919 году. Был создан Совет крестьянских депутатов, председателем которого стал Шарунов Кондрат, присланный специально из Харькова. Сразу же в селе была создана партячейка, куда входили Логинов Денис, Ряписов Александр, Морозов Федор, Сафронов Елесей, Болотов Тимофей. Были выбраны депутаты в Совет.
Когда в Сибири начал зверствовать Колчак, многие односельчане стали участниками партизанского движения. Это Конев Н., Матушкин П., Лозовой С. С., Аскольский Фрол, Мерцалов Михаил, Вовин, Морозов П., Рудаков П., Кочерга, Панько и многие другие. В селе был создан партизанский отряд, командиром был Лозовой С. С..
После окончания войны с белогвардейцами, локтёнцы жили единолично. Были и зажиточные крестьяне, которых во время коллективизации сослали в Томскую область.
Коллективизация в селе началась в 1931 году. Кулаков ссылали, остальных принимали в колхозы. Были созданы два колхоза: «Юный ленинец» и «Страна Советов» 
Землю обрабатывали на лошадях и быках, потом на помощь стали приходить трактора из Лобинской МТС. Большую помощь МТС стала оказывать только в 1935—1936 годах, когда техники стало много. 
Пионерскую организацию на селе стали создавать в 1930 году учителя Ляшенко В. Д. и Кушнарёв И. М. (он же был и секретарем комсомольской организации). Первыми пионерами были Болотова Д. Я., Безлобная. Первые комсомольцы: Кушнарёв И. М., Обрезанова М. К., Сумцов И., Медяников, Кочерга И., Кочерга Г. Г., Трегубов И. Е., Кривегина А. В..
К 1935 году население села Локтёнок насчитывало около 2 тысяч человек.
В годы войны на фронт ушли 109 локтёнцев. В 1941 году — 48 человек, в 1942 году — 32 человека. В 1943 году — 27 человек, в 1944 году — 2 человека.
Всю работу в колхозе выполняли женщины и дети. Председателем Совета тогда была Кривегина Анисья Владимировна, председателем колхоза — Болотов Степан Яковлевич.
В 1954 году два колхоза «Юный ленинец» и «Страна Советов» объединили в один колхоз им. Свердлова. 
В 1957—1958 годах колхоз им. Свердлова реорганизован в Локтёнское отделение совхоза «Краснозёрский», который позднее был переименован в"Колыбельский".
14 февраля 1985 года Локтёнское отделение совхоза «Колыбельский» было выделено в отдельный совхоз. В 1992 году совхоз «Локтёнский» был переименован в АОЗТ «Локтёнское», затем в ЗАО и АО. В настоящее время АО «Локтёнское» находится в стадии банкротства.

## Население
| 2002 | 2007 | 2010 |
| ---- | ---- | ---- |
| 554  | ↘537 | ↘481 |

## Инфраструктура
В селе по данным на 2023 год функционируют 1 учреждение здравоохранения, 2 учреждения образования и 1 учреждение культуры.